# جبال البابور
جبال البابور هي سلسلة جبلية تقع شمال الجزائر، تشمل جزء كبير من منطقة القبائل الصغرى أو قبائل البابور، تنفصل عن جبال جرجرة عن طريق جبال البيبان ووادي الصومام وتمتد على خليج بجاية وجيجل تبلغ أعلى قمة بها 2004 م في جبل البابور تضم ولايات : سطيف ميلة بجاية جيجل  .

## التسمية
يطلق على البابور سلسلة جبال البابور، أو قبائل البابور، وهو الاسم المعرب من القبائلية تابابورت ويقصد بها القارب أو السفينة، نظرا لشكل الجبال، وقد يكون الاسم مشتقا من اسم مجموعة القبائل الأمازيغية في هذه المنطقة في العهد الروماني حين كانت تسمى البافاريين أو الباباريين

## الجغرافيا

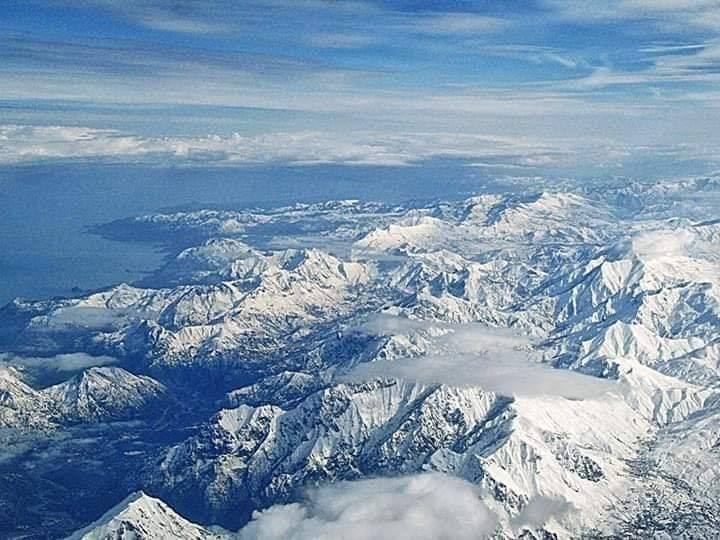
جبل البابور سلسلة جبلية شمال الجزائر

سلسلة جبال البابور منطقة جبلية رطبة وغابية من الدرجة الأولى ذات غطاء نباتي كثيف، وتقع في الجزء الشرقي من سلسلة الأطلس التلي شمال جبال البيبان في المنطقة الشرقية لمنطقة القبائل بما يشكل منطقة القبائل الصغرى.
تم تأسيس محمية وطنية طبيعية بالمنطقة، كما تعد المنطقة موئلا للعديد من الحيوانات المستوطنة والنباتات النادرة، فبعد انفصال القارتين الإفريقية والأوروبية استوطنت العديد من الحيوانات والنباتات الأوروبية في شمال إفريقيا، من أمثلت هذه الحيوانات والنباتات شجرة شوح نوميدي والمكاك البربري وأشجار الأرز وغيرها، مما يجعلها منطقة ذات بعد طبيعي متنوع إيكوليجيا.
كما يوجد صنف نادر من الطيور يسمي كاسر الجوز القبائلي المتواجد فقط في جبال البابور.